# Die Übergangsgesellschaft
Die Übergangsgesellschaft ist die Aufzeichnung einer Aufführung des gleichnamigen Theaterstücks von Volker Braun aus dem Maxim-Gorki-Theater Berlin durch den Deutschen Fernsehfunk im Jahre 1990.

## Produktion und Veröffentlichung
Volker Braun verlegte in der „Übergangsgesellschaft“ die Tragikomödie „Drei Schwestern“ von Anton Tschechow über die Träume vom besseren Leben in die Endzeit der sozialistischen Ordnung. Das Stück wurde 1982 geschrieben und am 24. April 1987 in Bremen uraufgeführt. Seine DDR-Erstaufführung unter der Regie von Thomas Langhoff fand am 30. März 1988 im Berliner Maxim-Gorki-Theater statt. Im August 1990 wurde das Stück mit den Kameras des Fernsehens auf der Bühne des Maxim-Gorki-Theaters in der Besetzung der DDR-Erstaufführung aufgenommen und am 4. November 1990 im 2. Programm des DFF in Farbe gezeigt.
Das Bühnenbild stammt von Pieter Hein und die Kostüme schuf Ursula Wolf. Die Dramaturgie lag in den Händen von Manfred Möckel.

## Handlung
Ein hochbetagter Herr namens Wilhelm Höchst sitzt vor der Bühne, umgeben von Folienkokons, in denen die drei Schwestern und weitere Figuren aus dem Stück Anton Tschechows „eingesponnen“ sind, und liest Zeitung. Er, ein ehemaliger Revolutionär, kommentiert den Beginn der Vorstellung. Zwar ist er in die Jahre und also zur Ruhe gekommen, aber er ist noch rüstig genug, um Spuren bei den Kindern seines Bruders zu hinterlassen, bei denen er lebt. Das sind ebenfalls drei Schwestern, allerdings aus der Feder Volker Brauns. Die Figuren des historischen Dramas erwachen, wickeln sich aus den Folien und sprechen dabei fast wortwörtlich originale Texte von Tschechow. Nun verwandeln sie sich in DDR-Bürger der siebziger Jahre.
Familie Höchst trifft sich in ihrem Heim, einem ehemaligen „Herrenhaus“. Irina, die jüngste der Schwestern, hat Geburtstag. Walter, der Bruder, Leiter eines volkseigenen Betriebes, kommt zu Besuch. Er bringt Mette mit, seine Geliebte, eine Schauspielerin. Diese beobachtet die Leute, die sie hier vorfindet – den sich zurückhaltenden Wilhelm, die beharrlich auf Ordnung dringende Lehrerin Olga, die seltsam tagblinde Historikerin Mascha, die räsonnierende Telefonistin Irina, Dr. Bobanz, Maschas Mann, hinzu kommt der Schriftsteller Anton. Mal direkt, meist aneinander vorbei, entsteht in dieser Geburtstagsrunde konventionelle Konversation: Sarkasmen, Borniertheiten, Sachkundiges, Vernünftiges bunt durcheinander. Irina, offenbar unglücklich verliebt, hadert mit sich und der Welt. Der ungeduldige Fahrer Walters verschafft sich einen unliebsamen Auftritt, wodurch die gute Laune schwindet, die Atmosphäre trist, langweilig, ungemütlich wird.
Mette versucht, mit einem ungewöhnlichen Gesellschaftsspiel dagegen vorzugehen. Sie schlägt vor, jeder möge sich seiner verdrängten, seiner uneingestandenen, stillen und schönen Träume bewusst werden und sie aussprechen. Ihr gelingt tatsächlich, die Zaudernden zu animieren. Doch was sich offenbart, ist kein gedanklicher Aufschwung zu menschheitlichen Perspektiven, sondern eine phantasiearme. hektisch hochgedrehte, enttäuschend kärgliche psychodramatische Selbstbespiegelung. Walter verfällt sogar in einen alptraumartigen Rausch anarchistischer Aggressionen.
Am nächsten Morgen, als die Schwestern, ihre Angehörigen und Gäste die letzte Betroffenheit über den vorangegangenen Abend von sich schütteln, hat Wilhelm einen Tagtraum. Vielleicht angeregt durch die Liebe, die er in der Nacht bei Mette gefunden hat, gibt dieser Mann, der stets das volle Leben suchte und lebte, für die, die es hören wollen, sein Vermächtnis preis. Nachsinnend über die Kämpfe seiner Klasse, über die Sieghaftigkeit der Revolution, über Opfer, über Irrtümer, über seinen im Grunde bescheidenen Platz in diesem Ringen, beschwört er das Bild einer für die bessere Welt kämpfenden freien Persönlichkeit. Irina beginnt ihre emanzipatorische Selbstfindung an diesem Morgen mit einem Feuer, das sie in anarchistischer Anwandlung in der elterlichen Bleibe legt, wahrscheinlich, um mit dem alten „Herrenhaus“ endgültig Schluss zu machen.

## Kritik
In der Berliner Zeitung bemerkte Dieter Krebs:

„Um es gleich mit einem Paradoxon zu sagen: Langhoffs Inszenierung im Bühnenbild von Pieter Hein (atmosphärisch dicht, spannungsvoll arrangiert, parallele Vorgänge ätzend scharf auskostend) bezieht ihre stärksten Wirkungen daraus, dass Braun zugespitzt gesagt — eigentlich so gespielt wird wie Tschechow. Dass dabei das Krude des Textes, seine harsche Radikalität zurückgenommen wird, ist nicht zu vermeiden. Brauns Stück ist ganz gewiss eine Herausforderung, für manchen Zuschauer wohl auch eine Belastung. Eines ist es gewiss nicht: ein hämisches Auflisten überlebter Lebenshaltungen.“

Helmut Ullrich fragte sich in der Neuen Zeit, ob es sich hier um eine Hommage für Anton Tschechow handelt. Das ist dieses Stück auch, als eine Erinnerung daran, wie viel dieser Dichter uns noch zu sagen hat. Aber das ist es nicht nur. Es hat Eigenwert und Eigengewicht. Es ist unbequem, und es hat eine Darbietung erfahren, die es bedrängend macht.

## Auszeichnungen
- 1988: Kritikerpreis der Berliner Zeitung für die Theateraufführung